# Stenoria steppensis
Stenoria steppensis is een keversoort uit de familie van oliekevers (Meloidae). De wetenschappelijke naam van de soort is voor het eerst geldig gepubliceerd in 1966 door Kaszab.